# Marie Juliette Louvetová
Marie Juliette Louvetová (9. května 1867, Pierreval – 24. září 1930, Paříž) byla milenka neoženěného knížete Ludvíka II. Monackého a matka jeho jediného dítěte, princezny Charlotte Monacké.
Louvetová, známá jako Juliette, byla dcerou Jacquese Henri Louveta (1830–1910) a jeho první manželky Joséphine Elmire Piedeferové (1828–1871).
Vzala si fotografa Achille Delmaeta, ale rozvedli se v roce 1983. Měli dvě děti, Georgese a Marguerite. Juliette Delmaetová se stala jakousi bavičkou, údajně kabaretní zpěvačkou. V roce 1897 byla hosteskou v nočním klubu Montmartre, když se setkala s princem Ludvíkem Monackým. V roce 1898 porodila jejich dceru Charlotte v Constantine ve francouzském Alžírsku, kde Louis sloužil ve francouzské armádě u pluku Chasseurs d'Afrique, a kde pracovala ve vojenských kasárnách jako pradlena. Skrz její dceru je babičkou z matčiny strany knížete Rainiera III. Monackého a princezny Antoinette, baronky z Massy.